# 明愛粉嶺陳震夏中學
明愛粉嶺陳震夏中學（英語：Caritas Fanling Chan Chun Ha Secondary School），是一所位於香港新界粉嶺的津貼中學，於1988年創立。校舍毗鄰祥華邨、藏霞精舍。

## 歷史
此校連同同系元朗陳震夏中學，均於1981年起籌辦，並獲陳震夏慈善信託基金贊助兩校250萬元，因而冠名。此校原訂於1984年開始運作，但因籌建需時，最後延至1988年才成立，時稱明愛陳震夏粉嶺職業先修學校。
因應政府廢除工業中學學制，此校於2001年1月起改為現名。

## 歷屆行政人員

### 校監
- 李崇德 先生，BBS，JP（1988年-1990年，創校校監；曾為同系屯門馬登基金中學及聖方濟各工業中學校長）
- 黃鑾堅 先生，JP（1990年-1992年）
- 楊鳴章 主教（1992年-2003年；後出任天主教香港教區主教，2019年病逝）
- 麥麗英 女士（？年起，現任校監）

### 校長
- 劉景垣 先生（1987年-2001年[3]，創校校長，首年為候任校長；曾任同系聖方濟各工業中學及聖若瑟工業中學校長）
- 阮邦耀 先生（2001年-2004年，後轉職至田家炳中學[4]）
- 胡久根 先生[5]（2004年-2012年，由同系元朗陳震夏中學調任）
- 何應翰 先生（2012年起，現任校長；曾任同系胡振中中學校長）

## 事件
- 2013年3月14日早上，此校中五女生李嘉嘉疑因情變，於毗鄰此校的寓所跳樓自殺身亡[6]。

## 著名/傑出校友
- 彭梓鍵：港超聯球員
- 林子琼（中六畢業）：前北區區議員